# Schistorophinae
Die Schistorophinae sind eine Unterfamilie der Rollschwänze mit 51 Arten. Sie sind größtenteils Parasiten des Muskelmagens von Vögeln.

## Merkmale
Schistorophinae haben die Merkmale der Acuariidae. Die Ornamentierungen bestehen aus zylindrischen Hörnern, Schildern oder einem Hut, deren Spitze immer von der darunterliegenden Kutikula abgelöst ist.

## Systematik
Hodda (2022) gliedert die Unterfamilie in fünf Gattungen:
- Ancyracanthopsis Diesing, 1861
- Quasithelazia Maplestone, 1932
- Schistorophus Railliet, 1916
- Sciadiocara Skrjabin, 1916
- Viktorocara Guschanskaja, 1950